# Туксал, Хидает Шефкатли
Хидает Шефкатли Туксал (р. 1963) — турецкая правозащитница, исламская феминистка и колумнистка. Преподаёт богословие в университете Мардин Артуклу.

## Биография
Родилась в 1963 году в Анкаре в семье мусульман-выходцев с Балкан. В 1980 году Хиадет Туксал поступила факультет Богословия Анкарского университета. Во время учёбы она начала носить хиджаб. Туксал получила в университете степень доктора философии в области исламского богословия.
В 1994 году Хидает Туксал приняла участие в создании правозащитной организации «Платформа столичных женщин». Организация критиковала религиозные обоснования сексизма и привлекала внимание дискриминации и несправедливости, которые испытывали верующие женщины в секулярном обществе.
После окончания Анкарского университета Туксал поступила в Ближневосточный технический университет для изучения философии, но вскоре была вынуждена оставить его в связи с нападками, которыми она подвергалась из-за ношения хиджаба. После этого Хидает Туксал вместе со своей матерью и сёстрами открыли магазин одежды. Также она преподавала в лицее имам-хатыбов. После переворота 28 февраля ношение хиджабов в образовательных учреждениях было запрещено. Критикуя это решение, Туксал указывала, что даже среди самых консервативных мусульман в Турции ношение хиджаба было не слишком распространено вследствие сильного влияние идей кемализма.
Туксал называет себя религиозной феминисткой. Она критиковала идеи исламистов, которые ведут к маргинализации женщин. В 2001 году Туксал написала исследование гендерного неравенства в хадисах. Она считает, что необходимо решить проблему двусмысленного толкования прав женщин на основе хадисов.
Также написала книгу по истории исламистского движении среди женщин Турции. По мнению Туксал, в Турции существует чёткое разделение между секулярными и религиозными феминистками.
С 2012 года ведёт колонку в газете Taraf.

### Личная жизнь
Замужем, трое детей.